# 2022年フランス大統領選挙
2022年フランス大統領選挙（2022ねんフランスだいとうりょうせんきょ、フランス語: Élection présidentielle française de 2022）は、フランス第五共和政における大統領選挙（第12期）である。

## 概説
2022年5月16日に任期満了するエマニュエル・マクロン大統領の後継大統領を選ぶ選挙である。4月10日の第1回目投票で過半数を得た候補者がいなかったため、4月24日の決選投票で当選者が決定された。

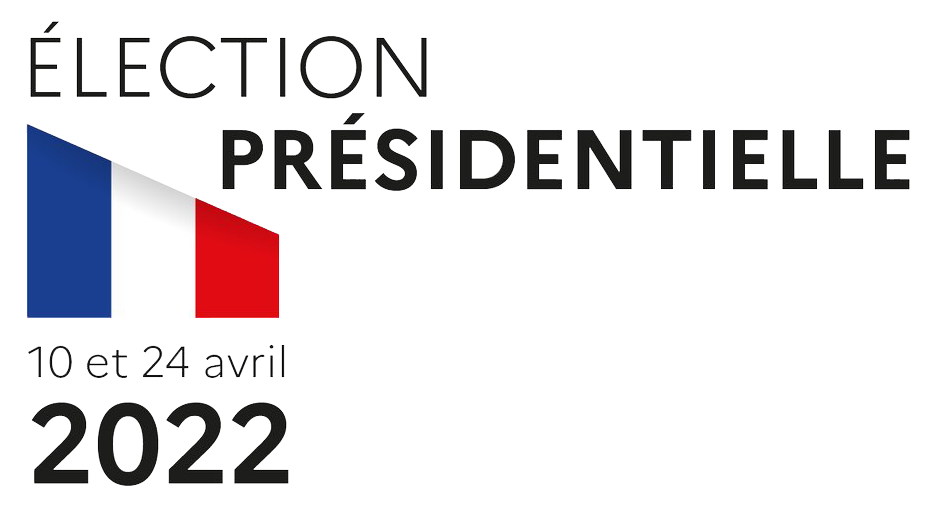

## 選挙データ

### 大統領
- 選挙前：エマニュエル・マクロン（共和国前進党首）
- 選挙後：エマニュエル・マクロン（共和国前進党首）

### 立候補締切日
- 2022年3月4日

30県以上から最低500名の公職者（市長、議員など）の推薦署名を得て、憲法評議会に提出する。

### 公示日
- 第1回投票：2022年3月28日
- 第2回投票：2022年4月11日

### 投票日
- 第1回投票：2022年4月10日
- 第2回投票：2022年4月24日

第1回投票は現職大統領の任期満了日の20日から35日前までに実施する。
第2回投票は第1回投票日から14日目に実施する。
次の自治体は前日の土曜日に投票を実施する。
- フランス領ポリネシア
- グアドループ
- フランス領ギアナ
- マルティニーク島

- サン・バルテルミー島
- セント・マーチン島
- サン＝ピエール島
- ミクロン島

### 選挙制度
- 二回投票制

第1回投票で当選するには有効投票総数の過半数を得る必要がある。不在の場合は上位2候補による決選投票を実施。
投票方法
秘密投票、単記投票、1票制
選挙権
18歳以上のフランス市民
被選挙権
23歳以上のフランス市民

## 選挙活動

### 第1回投票

#### 候補者

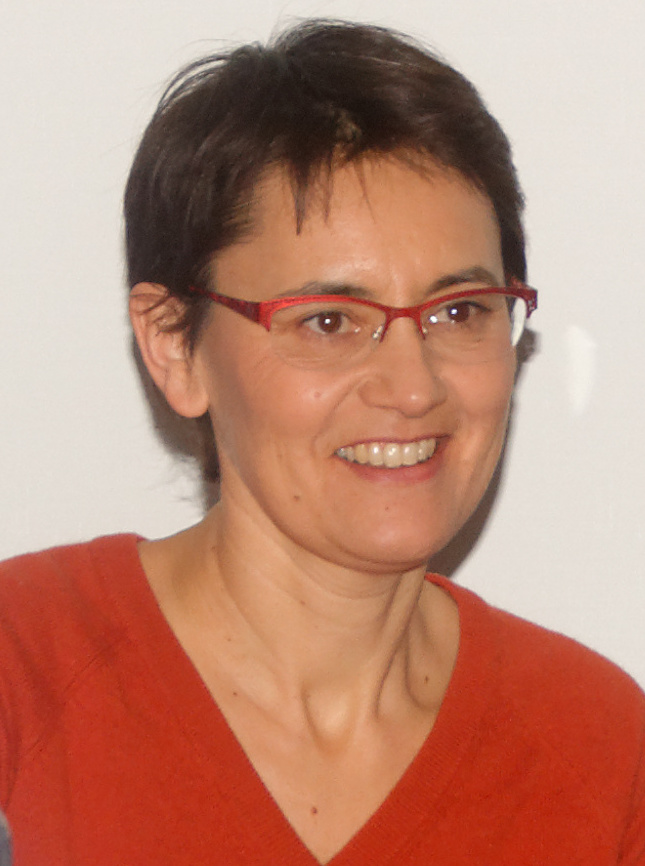
ナタリー・アルト 労働者の闘争
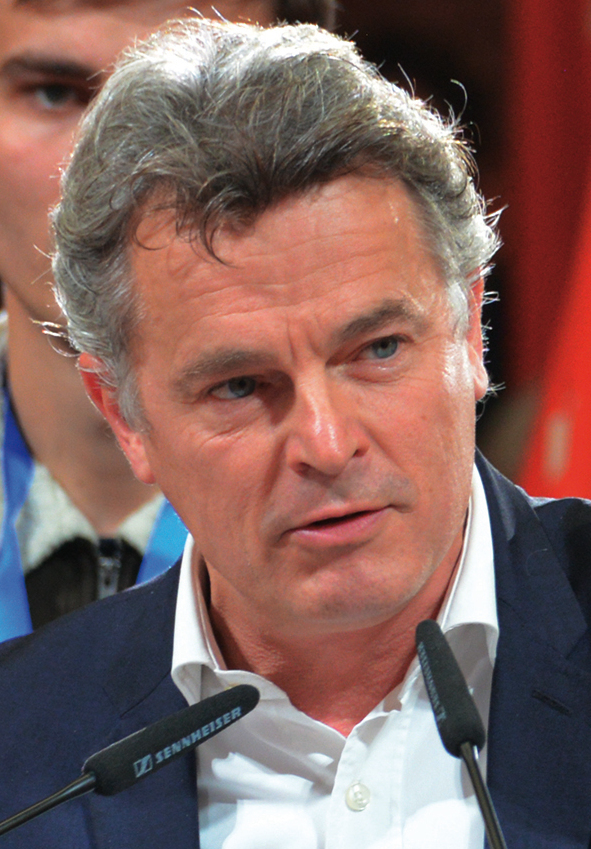
ファビアン・ルーセル フランス共産党
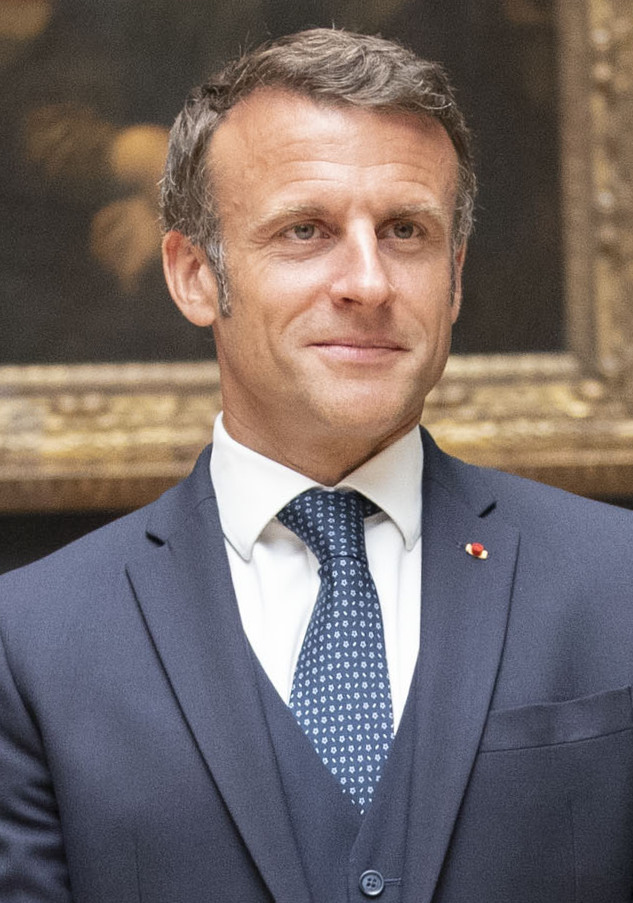
エマニュエル・マクロン 共和国前進
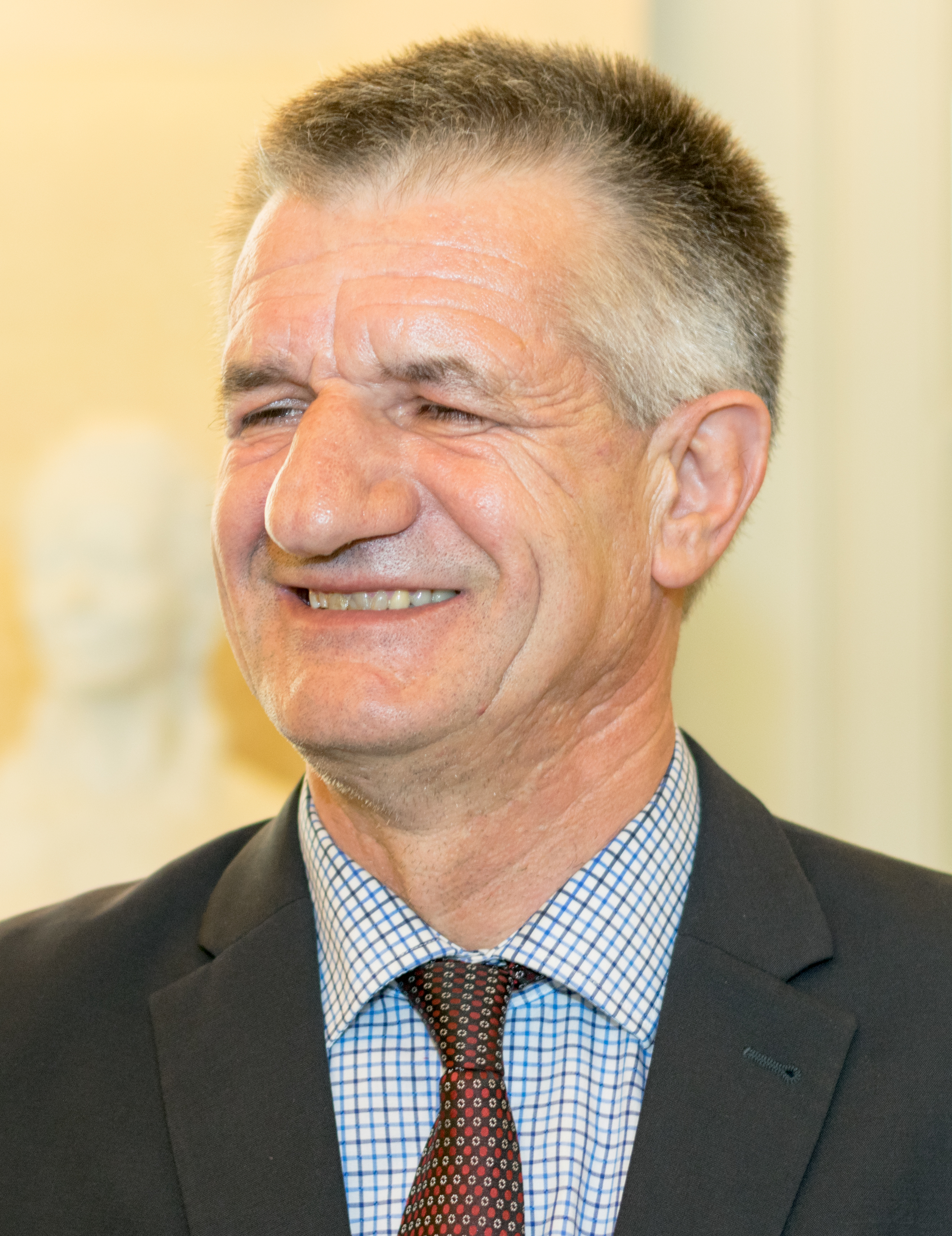
ジャン・ラサール 抵抗!
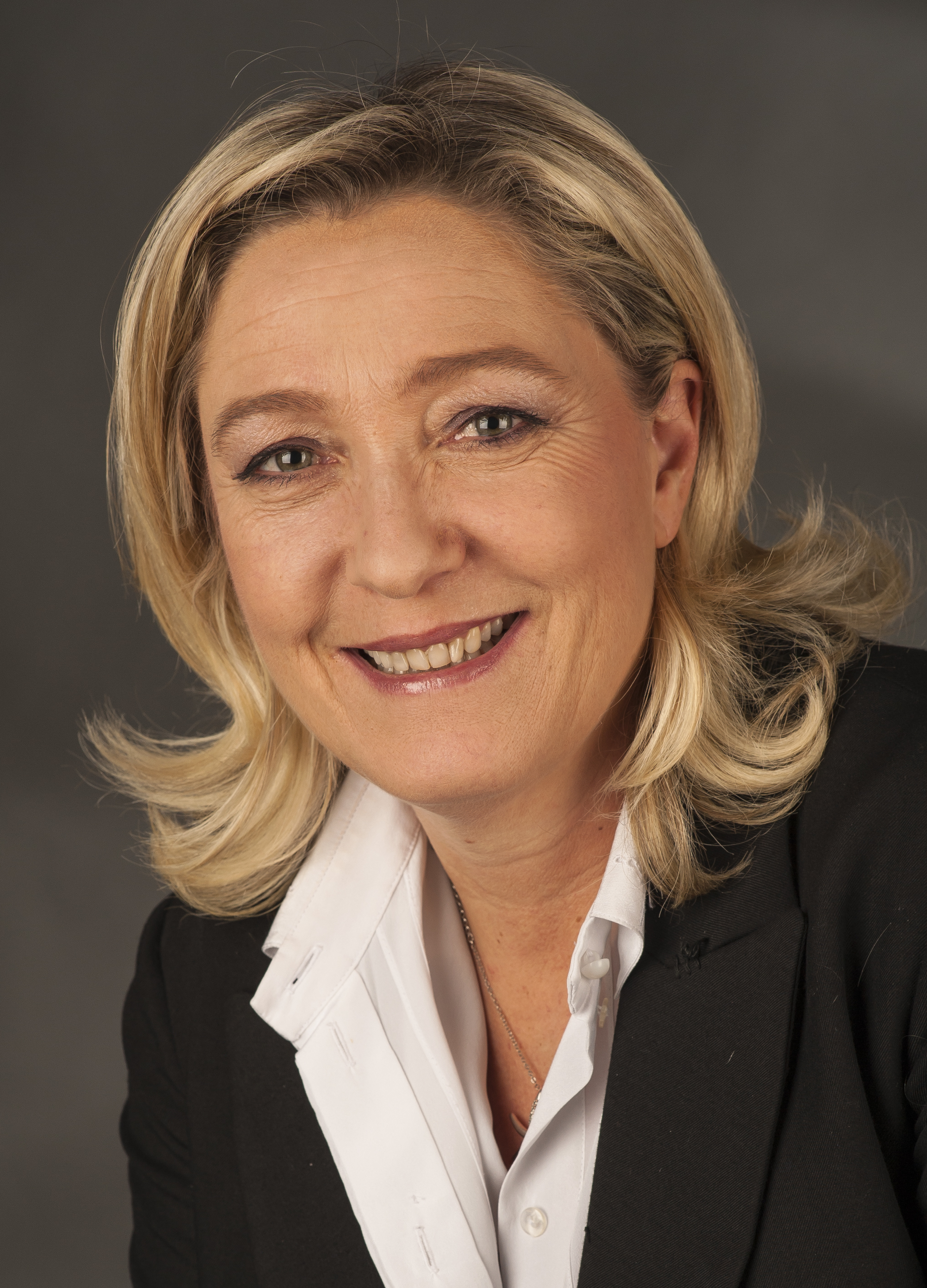
マリーヌ・ル・ペン 国民連合
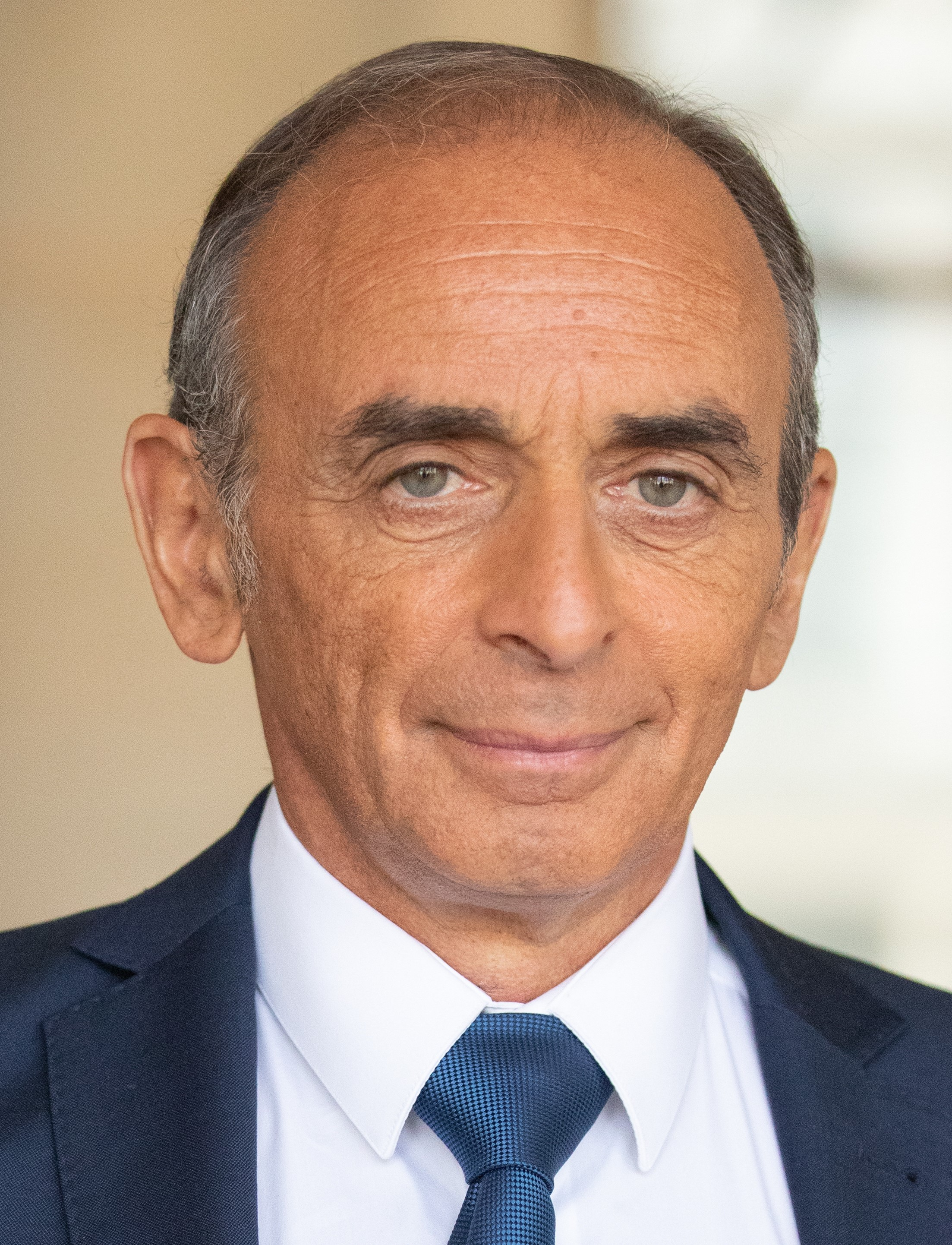
エリック・ゼムール 再征服
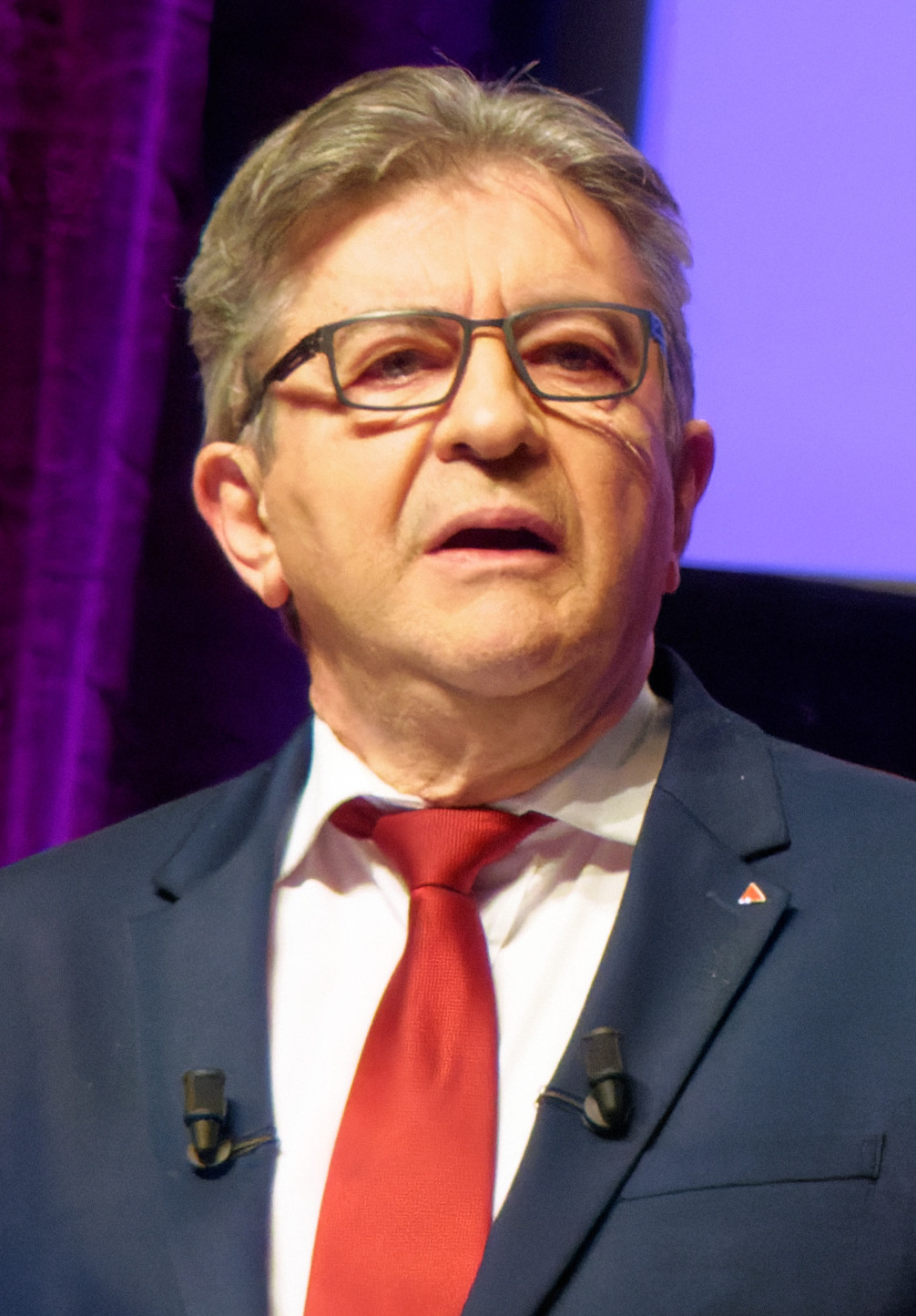
ジャン＝リュック・メランション 不服従のフランス
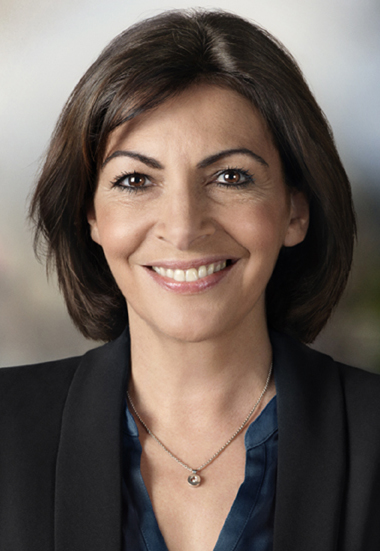
アンヌ・イダルゴ 社会党
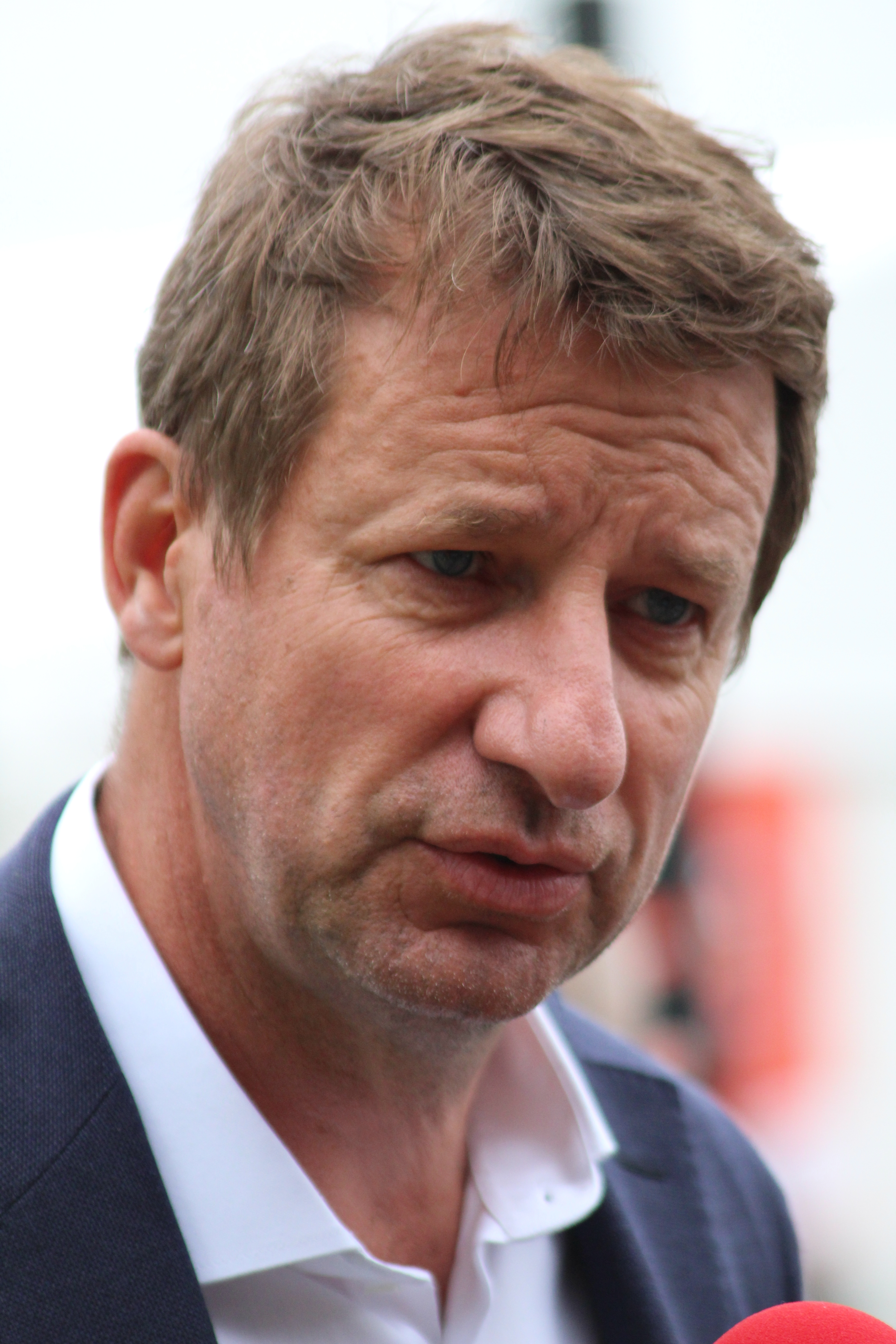
ヤニック・ジャド ヨーロッパ・エコロジー＝緑の党
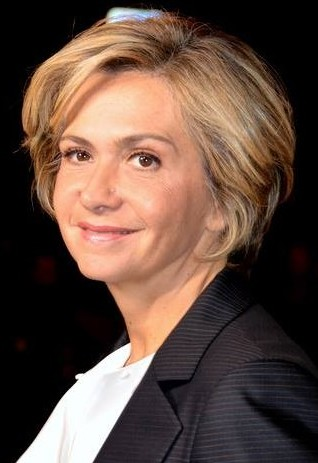
ヴァレリー・ペクレス 共和党
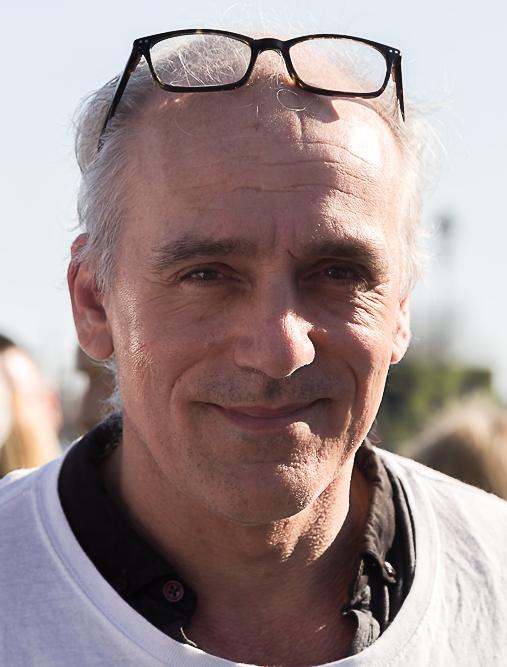
フィリップ・プトゥ 反資本主義新党
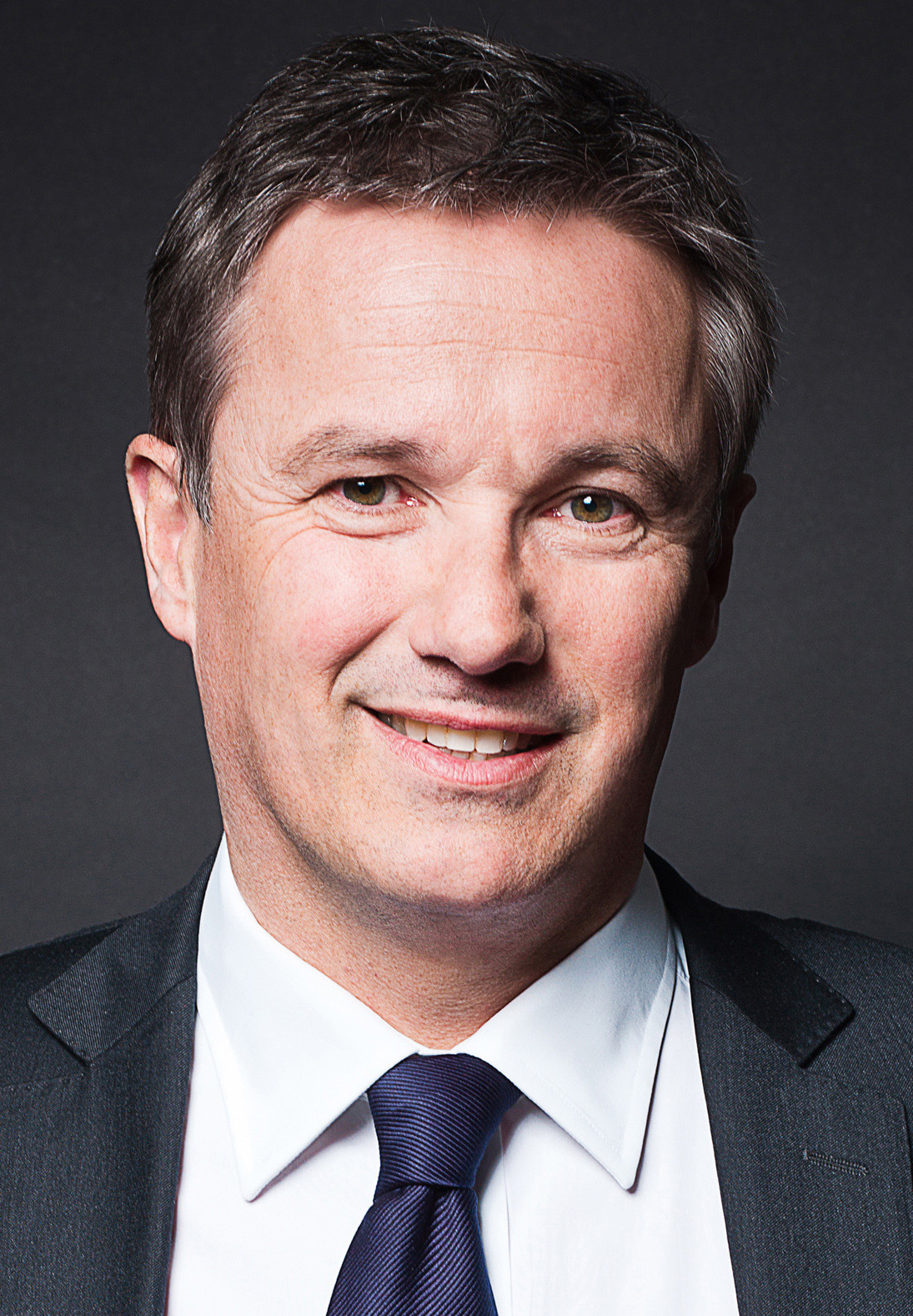
ニコラ・デュポン＝エニャン 立ち上がれフランス

### 第2回投票

#### 候補者
| 第2回投票の候補者                |                          |
| 共和国前進                       | 国民連合                 |
| エマニュエル・マクロン           | マリーヌ・ル・ペン       |
|                                  |                          |
| フランス共和国大統領 (2017-現職) | 国民議会議員 (2017-現職) |

## 選挙報道

### 世論調査
第1回投票
第2回投票

## 主な争点
- 経済対策
- 購買力
- ウクライナ危機への対応

## 選挙結果
| 候補者                                                                                          | 候補者                         | 所属政党                       | 第1回投票  | 第1回投票 | 第2回投票  | 第2回投票 |
| 候補者                                                                                          | 候補者                         | 所属政党                       | 得票数     | 得票率    | 得票数     | 得票率    |
| ----------------------------------------------------------------------------------------------- | ------------------------------ | ------------------------------ | ---------- | --------- | ---------- | --------- |
|                                                                                                 | エマニュエル・マクロン         | 共和国前進                     | 9,783,058  | 27.85%    | 18,768,639 | 58.55%    |
|                                                                                                 | マリーヌ・ル・ペン             | 国民連合                       | 8,133,828  | 23.15%    | 13,288,686 | 41.45%    |
|                                                                                                 | ジャン＝リュック・メランション | 不服従のフランス               | 7,712,520  | 21.95%    |            |           |
|                                                                                                 | エリック・ゼムール             | 再征服                         | 2,485,226  | 7.07%     |            |           |
|                                                                                                 | ヴァレリー・ペクレス           | 共和党                         | 1,679,001  | 4.78%     |            |           |
|                                                                                                 | ヤニック・ジャド               | ヨーロッパ・エコロジー＝緑の党 | 1,627,853  | 4.63%     |            |           |
|                                                                                                 | ジャン・ラサール               | 抵抗!                          | 1,101,387  | 3.13%     |            |           |
|                                                                                                 | ファビアン・ルーセル           | フランス共産党                 | 802,422    | 2.28%     |            |           |
|                                                                                                 | ニコラ・デュポン＝エニャン     | 立ち上がれフランス             | 725,176    | 2.06%     |            |           |
|                                                                                                 | アンヌ・イダルゴ               | 社会党                         | 616,478    | 1.75%     |            |           |
|                                                                                                 | フィリップ・プトゥ             | 反資本主義新党                 | 268,904    | 0.77%     |            |           |
|                                                                                                 | ナタリー・アルト               | 労働者の闘争                   | 197,094    | 0.56%     |            |           |
| 総計                                                                                            | 総計                           | 総計                           | 35,132,947 | 100.0%    | 32,057,325 | 100.0%    |
| 有効票数（有効率）                                                                              | 有効票数（有効率）             | 有効票数（有効率）             | 35,132,947 | 97.80%    | 32,057,325 | 91.34%    |
| 無効票数（無効率）                                                                              | 無効票数（無効率）             | 無効票数（無効率）             | 247,151    | 0.69%     | 805,249    | 2.29%     |
| 白票数（白票率）                                                                                | 白票数（白票率）               | 白票数（白票率）               | 543,609    | 1.51%     | 2,233,904  | 6.37%     |
| 投票総数（投票率）                                                                              | 投票総数（投票率）             | 投票総数（投票率）             | 35,923,707 | 73.69%    | 35,096,478 | 71.99%    |
| 棄権者数（棄権率）                                                                              | 棄権者数（棄権率）             | 棄権者数（棄権率）             | 12,824,169 | 26.31%    | 13,655,861 | 28.01%    |
| 有権者数                                                                                        | 有権者数                       | 有権者数                       | 48,747,876 | 100.0%    | 48,752,339 | 100.0%    |
| 出典：“Election présidentielle 2022 Résultats au 1er tour”. フランス内務省. 2022年4月12日閲覧。 |                                |                                |            |           |            |           |